# 스페인 프로축구연맹
스페인 프로축구연맹(Liga de Fútbol Profesional, LFP)은 스페인의 프로 축구 전반을 관장하는 기구로써, 스페인의 프로 축구 리그인 라리가와 세군다 디비시온을 주관한다. 보통 줄여서 LFP나 라리가로 불리며 공식적인 명칭은 리가 나시오날 데 푸트볼 프로페시오날(Liga Nacional de Fútbol Profesional)이다. 본부는 마드리드에 위치하고 있다.

## 같이 보기
- 스페인 축구 리그 시스템
- 스페인 왕립 축구 협회